# Roșia, Hunedoara
Roșia este un sat în comuna Balșa din județul Hunedoara, Transilvania, România.
La recensământul din 2011, singurul locuitor al satului era Aron Truța, de 75 de ani la acea dată.
Toate casele din localitate au fost cumpărate de omul de afaceri Emil Părău, și sunt în directa administrare și în posesia acestuia.